# رشاد الأنصاري
رشاد الأنصاري هو لاعب كرة قدم سعودي يلعب في نادي الابتسام.

## مسيرة اللاعب
مثل سابقاً نادي الوحدة في الفئات السنية و نادي الباحة ونادي القريات ونادي الوطني ونادي الإنطلاق ونادي كميت.